# Camryn
Camryn Magness (Denver, 14 de julho de 1999), conhecida publicamente como Camryn, é uma cantora pop americana e atriz de Denver, Colorado. Sua notoriedade começou através de uma série de vídeos no YouTube que ela postava em 2010, o que levou a sua primeira turnê nos Estados Unidos ao lado de Cody Simpson e Greyson Chance. Mais recentemente, Camryn juntou-se à boyband One Direction na sua turnê Up All Night Tour, e também foi convidada a se juntar à One Direction novamente para 63 shows esgotados em 2013, para a Take Me Home Tour no continente europeu.

## Antecedentes
Camryn nasceu em Denver, Colorado e é a neta da fundadora da empresa Celestial Seasonings, Mo Siegel. Antes de se mudar para Los Angeles em 2009, Camryn era bem conhecida por seus trabalhos filantrópicos na cidade de Denver, que incluiu o voluntariado em unidades para a doação de casacos de inverno, e também se apresentando em hospitais infantis.

## Carreira

### 2008-2011:Início de carreira
No final de 2008, Camryn assinou um contrato com a gravadora 5280 Media e muodu-se para Los Angeles. Ao longo de 2009, Camryn escreveu e gravou seu primeiro single, chamado "Wait and See", com Frank Shooflar da banda Blessed by a Broken Heart e pela amiga da família Lennon Murphy. A canção foi posteriormente mixada por Brian Malouf (que também mixou para Michael Jackson, Pink e Madonna). John Schultz escolheu dedo-a-dedo a trilha sonora para o filme Judy Moody and the Not Bummer Summer,  e lá estava a canção Wait and See. O filme foi produzido pela Smokewood Entertainment. Além disso, o vídeo musical de Wait and See foi incluído na sitcom Family Matters e no programa musical Dancing with the Stars, com o competidor Jaleel White.
Em abril de 2011, Camryn juntou-se à Cody Simpson e Greyson Chance na turnê Waiting 4U Tour. A turnê parou em alguns locais dos Estados Unidos e atingiu os principais mercados musicais, incluindo Chicago, Nova York e Los Angeles. Durante o verão de 2011, Camryn percorreu com sua turnê pelo centro dos Estados Unidos com a banda norte-americana Allstar Weekend.
No outono de 2011, a equipe administrativa de Camryn começou a procurar novas oportunidades de turismo para ela, e logo percebeu que não era fácil encontrar. Como resultado, Camryns Back 2 School Tour foi lançada em 7 de novembro, em La Quinta (Califórnia), na Califórnia. Camryn passou os outros meses em turnê pelos Estados Unidos, se apresentando em cerca de 100 escolas e para mais de 80.000 estudantes. Durante todo esse tempo, ela também apresentou o seu novo single "Set the Night on Fire" em dezenas de programas de televisão e rádio.

### Avanço: "Now or Never" e a turnê comOne Direction
O segundo single de Camryn, Set the Night on Fire, também foi escrito por Camryn,  Frank Schooflar, Lennon Murphy e produzido por Spider e Lennon Murphy. A canção foi mixado pelo veterano da indústria músical, Tony Maserati (que também mixou para Beyoncé, Lady Gaga e Alicia Keys), e estreou no Top 40 de rádios estadunidenses em maio de 2012. A canção também conquistou várias estações de rádio, incluindo o Top 20 da Sirius XM Radio, e as maiores vendas no Top 20 em Las Vegas e San Francisco.
Em 16 de fevereiro de 2012, Camryn voltou a performar nas turnês de Greyson Chance na Ásia. A turnê começou em Kuala Lumpur, na Malásia, em 17 de abril de 2012. Antes dos shows da turnê serem realizadosos dias que antecederam os shows, ela fez várias aparições em rádios e também fez uma aparição no programa 'The 8TV Quickie. No dia seguinte, Camryn performou no festival Grand Theatre em Singapura. Em seguida, Camryn fez performances no Jitec Hall' em Jacarta e no Smart Araneta Coliseum em Manila, antes de voltar para Los Angeles.
Apenas um mês depois, Camryn pegou a estrada com a boyband One Direction para performar em sua turnê, Up All Night Tour nos Estados Unidos.Na primeira noite de turnê, Camryn estreou sua nova música, Now or Never, e recebeu comentários favoráveis para a sua performance.
No outono de 2012, Camryn juntou-se à empresa Tilly's e à High School Nation para ser a atração principal da Warped Tour com The Rocket Summer, BLUSH, PK Band e a banda The Stamps. Através das performances de Camryn para Tilly's e High School Nation, as duas organizações atingiram grandes vendas, levantando dinheiro suficiente para manter as aulas de arte nas salas de aula. O evento contou com parceiros locais, bem como Jamba Juice, LA Music Academy, Brooks Institute, FIDM, Music Saves Lives, The Canvas Foundation, Academy of Art University, American Musical and Dramatic Academy e também a encenação e concerto de produção fornecido por Ernie Ball. Durante esse tempo, Camryn convidou estações de rádio locais e equipes de TV para os shows, e recebeu muitas críticas chamando as suas performances de "notáveis".
O terceiro single de Camryn, Now or Never, foi lançado exclusivamente na turnê da boyband One Direction no verão de 2012, impactando o Top 40 das rádio estadunidenses em 16 de outubro de 2012. Na primeira semana de impacto das rádios, Camryn tornou-se a #1 Most Added Independent Artist nos charts, incluindo o Top 40 e as estações Rhythmic e Adult Contemporany. Em 15 de novembro de 2012, a seção MTV Buzzworthy estreou o vídeo musical de Now or Never no seu blog, conseguindo ficar na página inicial do site da MTV. Além disso, o single chamou a atenção de Ryan Seacrest, jurado do American Idol, falando acerca do sucesso que Camryn vinha obtendo em tão pouco tempo de carreira. Durante sua pausa, Camryn visitou estações de rádio em todo os Estados Unidos para realizar e promover Now or Never.
Depois de lançar o seu terceiro single Now or Never na turnê da boyband One Direction, ela tornou-se a #1 Most Added Independent Arist no Top 40 das rádios pela segunda vez. Além disso, ela foi convidada a se juntar à One Direction novamente, para a turnê americana do ano de 2012. Depois de realizar 9 shows, a boyband convitou Camryn de volta para abrir seus 63 shows que esgotaram em 2013 na Europa, na chamada Take Me Home Tour.

### 2013:Take Me Home ToureLovesick
Depois de começar a turnê com One Direction em 63 shows na turnê Take Me Home Tour, fez 37 paradas em todo o Reino Unido antes de atingir as principais vendas no continente europeu, ao longo de 4 meses. Camryn também também abriu shows para a boyband 5 Seconds of Summer em 37 datas no Reino Unido.
Enquanto estava na turnê, Camryn apresentou o seu quatro single, Lovesick, performando-o em emissoras de rádio e em programas de TV para todo o continente. O maior público foi em 8 de maio de 2013, quando Camryn realizou a apresentação para mais de 36.000 pessoas na arena Stockholm Friends Arena na Suécia. Em Verona, Itália, em 19 de maio, Camryn foi ao topo na arena Arena di Verona com a boyband One Direction no tablóide TMZ.
Depois de voltar à Los Angeles, Camryn anunciou no Twitter que seu próximo single seria Lovesick. O single foi lançado em outubro de 2013, conquistando o Top 40 e Rhythmic Radio nos Estados Unidos.

## Discografia
- 2013: Lovesick
- 2012: Now or Never
- 2012: Now or Never Remix
- 2011: Set the Night on Fire
- 2011: Summer
- 2010: Wait and See

Fonte:

## Turnês
- 2011: Waiting 4U Tour
- 2011: North America Tour with Allstar Weekend
- 2011-2012: Back 2 School Tour
- 2012: Greyson Chance Asia Tour
- 2012: One Direction Up All Night Tour
- 2012: Tilly's High School Nation Tour
- 2013: One Direction Take Me Home Tour (63 shows na Europa)